# Церковная деятельность Ивана Мазепы

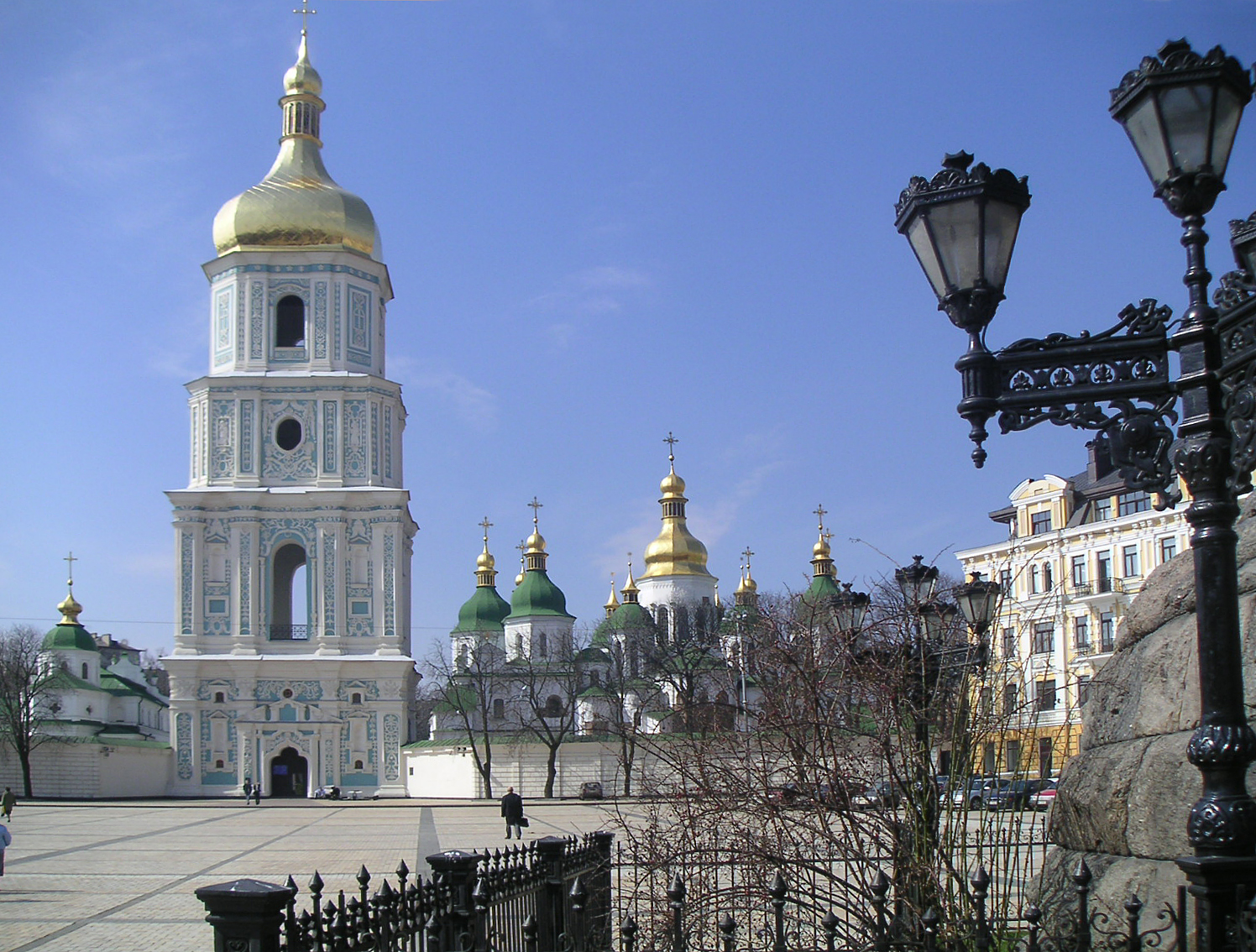
Колокольня Софийского собора, построенная на средства гетмана Мазепы. На втором этаже установлен Колокол Мазепа

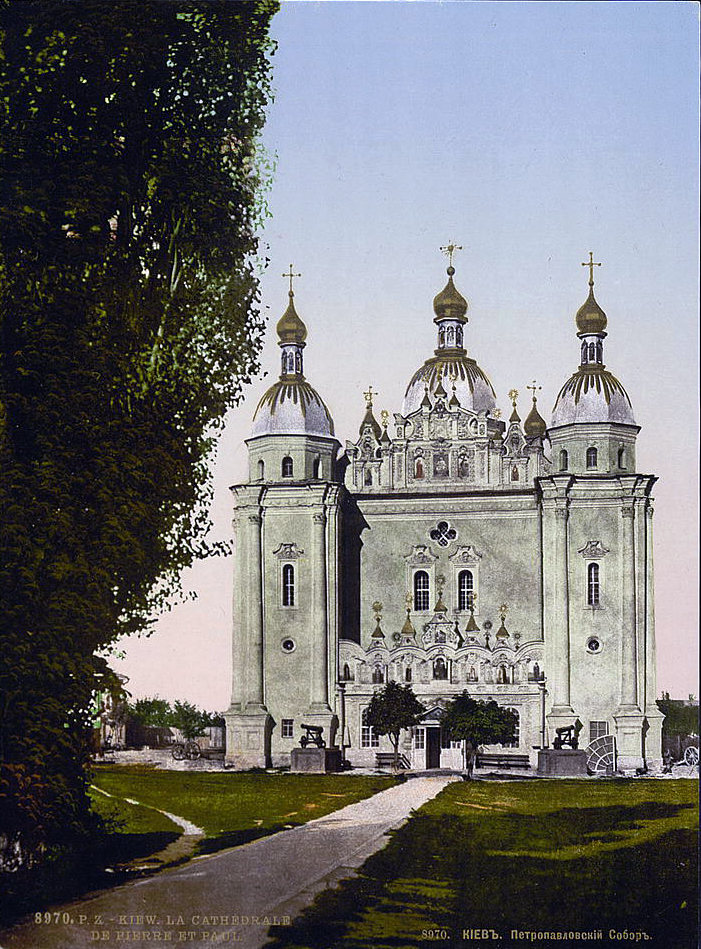
Николаевский военный собор (Киев)

Церковная деятельность Ивана Мазепы — деятельность гетмана Ивана Мазепы, направленная на строительство церквей, монастырей и церковных школ на Украине. По сведениям некоторых исследователей гетманства Мазепы, он стремился сделать Киев «вторым Иерусалимом». По сведениям митрополита Иллариона (Огиенко), исследователей гетманства Мазепы, доктора исторических наук Юрия Мицика, научного сотрудника Института истории Украины НАН Украины, кандидата исторических наук Ольги Ковалевской, историка и журналиста Сергея Павленко, за счёт собственных средств Иван Мазепа построил 26 соборов, церквей и колоколен, в том числе и за пределами Украины.

## Предыстория
По сведениям Владимира Грипася, в период истории Украины, который известен под названием «Руина» строительство православных храмов практически не производилось. После избрания гетманом Украины Ивана Самойловича, он начинает строительство монументального Троицкого собора в Чернигове и соборной церкви Мгарского монастыря под Лубнами, которые он не смог достроить.
В это время начал формироваться архитектурный стиль, получивший название «украинское барокко», или «Мазепинское барокко».

## Строительство церквей и монастырей при гетмане Мазепе
Основное внимание при строительстве церквей Иван Мазепа уделяет Киеву. На его средства производится ремонт Софийского собора, реставрация Михайловского златоверхого монастыря, Успенского собора и Троицкой надвратной церкви Киево-Печерской лавры, восстанавливаются Кирилловская церковь в Киеве и Борисоглебский собор в Чернигове.
На средства гетмана строятся новые монументальные храмы, некоторые сохранились до нашего времени. К ним относятся церковь Всех Святых на Экономических вратах Печерского монастыря, Николаевский военный собор, Богоявленский собор в Братском монастыре и др.
По образцу этих церквей на средства гетмана возводятся Вознесенский собор в Переяславе, строится ряд церквей в столице гетмана Батурине, которые впоследствии были уничтожены Меншиковым.
Мазепа покровительствовал и выделял деньги на творчество украинских писателей своего времени, среди которых Стефан Яворский, известный сподвижник Петра Великого. Во множестве храмов и монастырей Украины, построенных или восстановленных щедротами гетмана, красовался герб Мазепы, который с 1708 года повсеместно сбили и закрасили (во многих местах восстановлен с 1990-х гг.). Меценатская деятельность Мазепы не была направлена исключительно на Украину, богатые вклады и пожертвования он делал также в храмы и монастыри Константинополя, Иерусалима и святой горы Афона.
Представляет архитектурный интерес каменные колокольни, возведенные на средства гетмана и сохранившиеся до настоящего времени — колокольни Софийского собора в Киеве и Борисоглебского в Чернигове.
Гетман уделял большое внимание укреплению обороноспособности монастырей. Для этого выделил значительные средства. В результате этих действий Киево-Печерская лавра окружается каменными стенами, хорошо сохранившимися до сегодняшнего времени.
Церковное строительство гетман Мазепа не ограничивает Киевом. На его средства строятся новые церкви в Глухове, Лубнах, Густине, Дегтярях, а также на территории Московского государства (Рыльск, Ивановское (теперешняя Курская область).

## Список церквей, построенных на средства Ивана Мазепы
По сведениям исследователей гетманства Ивана Мазепы, доктора исторических наук Юрия Мицика, научного сотрудника Института истории Украины НАН Украины, кандидата исторических наук Ольги Ковалевской, историка и журналиста Сергея Павленко, по своей инициативе и за счёт собственных средств Иван Мазепа построил:
- Николаевский собор Пустынно-Николаевского монастыря в Киеве;

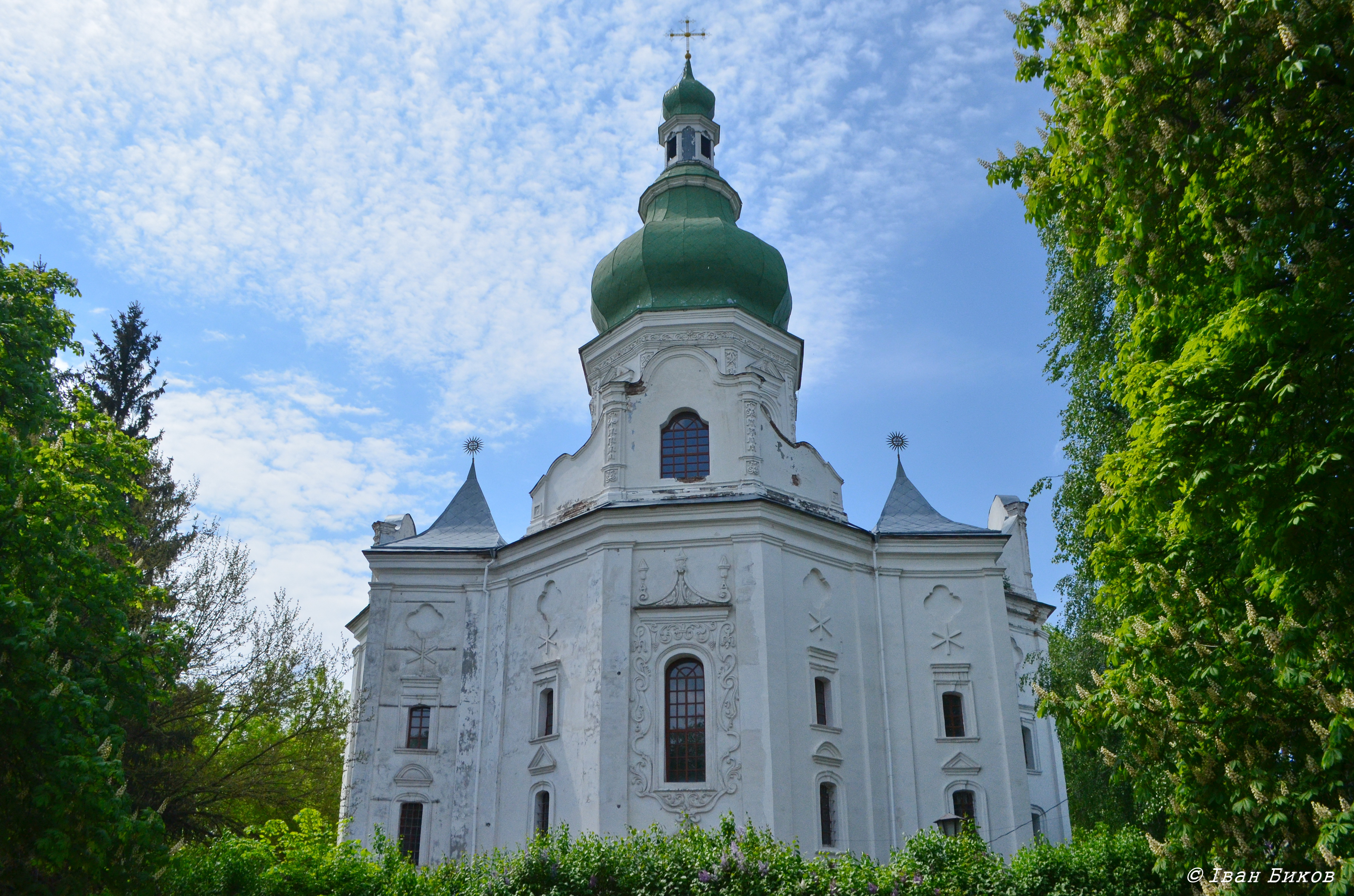
Свято-Вознесенский собор (Переяслав)

- Трапезная церковь Пустынно — Николаевского монастыря в Киеве;
- Братская Богоявленская церковь на Подоле в Киеве;
- Колокольня Софийского собора в Киеве;
- Церковь всех Святых Киево-Печерской лавры;
- Ануфриевская башня — церковь Киево-Печерской лавры;
- Вознесенская церковь в Вознесенском женском монастыре в Киеве;
- Троицкий собор в Батурине;
- Воскресенская церковь в Батурине;
- Покрова Пресвятой Богородицы в Батурине;
- Вознесенский собор в Переяславе;
- Колокольня Борисоглебского монастыря в Чернигове;
- Церковь святителя Иоанна Предтечи в Борисоглебском монастыре в Чернигове;
- Церковь святителя Иоанна Евангелиста в Чернигове;
- Успенский собор Глуховского женского монастыря;
- Трапезная церковь Густинского монастыря;
- Трапезная церковь Мгарского монастыря в Лубнах;
- Церковь святителя Иоанна Крестителя в Рыльске;
- Николаевская церковь в Макошинском монастыре;
- Покровская церковь в Дегтярях;
- Покровская церковь в Прачах;
- Свято-Троицкая церковь Бречицкого Андроникова монастыря;
- Соборный храм Рождества Христова и монастырские здания Думницкого мужского монастыря;
- Церковь Воскресения Христова и монастырские здания Любецкого Антоновского монастыря;
- Церковь Бахмачского монастыря;
- Церковь Успения Пресвятой Богородицы Каменского Успенского монастыря;
- Покровская церковь на Запорожской Сечи;
- Церковь Пресвятой Богородицы в Новобогородицкой крепости.

Кроме этого, за свои средства Иван Мазепа отреставрировал Троицкую соборную церковь Кирилловского монастыря, Успенский храм и Троицкую надвратную церковь Киево-Печерской лавры, Софийский собор и Михайловский Златоверхий монастырь. Он также достроил за свои деньги Троицкий собор в Чернигове и соборный храм Мгарского монастыря.

## Наиболее значимые дары Ивана Мазепы церквям

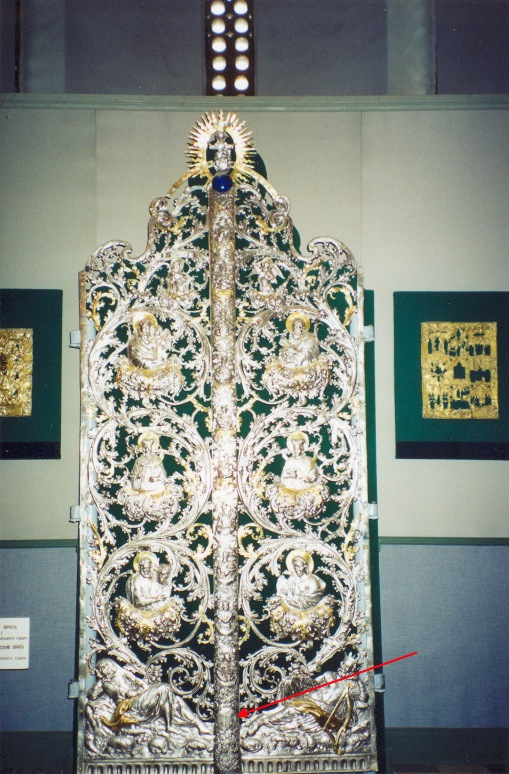
Серебряные ворота, отлитые по заказу Ивана Мазепы. Стрелкой указано месторасположение герба гетмана

Наиболее значимым подарком гетмана Мазепы украинской церкви было Пересопницкое Евангелие, на котором в настоящее время принимают присягу Президенты Украины.
Сие Евангелие, — осталась в нем дарственная надпись, — справлялося коштом и накладом Его царского пресветлаго величества войска Запорожскаго гетмана и славнаго чину святаго Апостола Андрея Кавалера Иоанна Мазепы. Року 1701 июня в 1 день. Ділал иноземец Георгий Фрибург вісу серебра двенадцать фунтов, пробы четырнадцатой.

Другим подарком стали серебряные с позолотой царские врата весом 50 кг, которые по заказу гетмана Мазепы были отлиты в Германии (Аугсбург) по эскизу неизвестного черниговского художника. По некоторым данным, металл для ворот — серебряный идол, найденный на территории черниговского Вала. По описанию Сергея Колесника, «в центральной части каждой створки находятся изображения святых Бориса и Глеба, выше и ниже — образы четырёх евангелистов. В самом низу изображены пророк Исайя и царь Давид, в верхней части — Богоматерь и архангел Гавриил, на самой верхушке — благословляющий Христос, а по центральной оси сверху донизу расположены изображения десяти царей Иудеи. Самую нижнюю же часть врат украшает герб гетмана Ивана Мазепы. Царские врата являются шедевром искусства, который дошёл до нас почти неповрежденным».

В Храм гроба Господнего (Иерусалим) гетман Мазепа подарил серебряную тарелку и дорогую плащаницу с надписями на каждой:
Дар его Высокости Иоанна Мазепы, гетмана Руси
 В Храм Воскресения Христова (Иерусалим) Иван Мазепа подарил серебряную напрестолную доску и драгоценное евангелие.
В 1699 году по заказу Мазепы для Воскресенской церкви в Батурине был отлит колокол «Голубь» (укр. Мазепин дзвін). На колоколе отлит документально датированный портрет Мазепы конце XVII века. По мнению исследователя Бориса Пилипенко Мазепин колокол является «выдающейся памяткой украинского литейного дела». Кроме этого, дары Мазепы церквям находятся в православных храмах Сирии, Палестины, Стамбула и на Афоне.

## Издание богослужебных книг
Первым издательским проектом, реализованным гетманом Мазепой, стало издание при его поддержке книги «Венец Христов». Главный смысл этой книги — прославление Христа, Богородицы и святых на примерах их жизни. В 1700 году на средства гетмана печатается комментарий Григория Двоеслова на книгу Иова с заголовком:
«Толкованіе Григорія Двоеслова на книгу Іова за щасливого владення Его Царского Пресветлаго Величества войска Запорожскаго обоих стран Днепра гетмана ясновельможного его милости Іоанна Стефановича Мазепы его ж коштом и иждевеніем преведеся сіе духовная книга на спасение его и всех чтущих и пользу приемлющих от нея».

В 1708 году на деньги Ивана Мазепы была издана «Книга чесної непорочної Євангелії, світильника, що сяє й освітлює». Книга издана в Алеппо на арабском языке. На главной странице этой книги изображен герб гетмана Мазепы, под ним надпись:
«Сию книгу святую душеспасительных благовествований надал ясновельможный его милость пан Иван Мазепа, гетман войск его царского пресветлого величества запорожских..»
На деньги гетмана также издаются «Канон Пресвятой Богородицы Осмогласный» (1697), «Псалтырь» (1697) и «Октоих» (1699). В этих книгах о Мазепе пишут как об «изрядном ктиторе и благодетеле обители Печерския Киевския». Черниговская типография на деньги Ивана Мазепы печатает несколько изданий Евангелия, которые гетман передает Лубенскому Мгарскому монастырю, православным Сирии (см. Арабские переводы Библии), Верхратскому монастырю возле Равы-Русской и другим православным церквям.

## Универсалы Мазепы в пользу церквей и монастырей
По сведениям Института украинской археографии и источниковедения имени М. С. Грушевского, значительная часть универсалов гетмана Мазепы направлена на поддержку епархий, монастырей и приходов. 
Из более чем 500 известных на сегодня универсалов Мазепы, на долю УПЦ приходится свыше 130, то есть 26 %.
 Анализ универсалов показывает, что гетман Мазепа предоставляет монастырям имения, а на те, которыми монастыри владели ранее, гетман выдает универсалы, закрепляющие эти права. В универсале 1689 года Черниговскому Елецкому монастырю гетман писал, что хоть в Коломакских статьях есть пункт о том, чтобы не давать монастырям новых имений, но он «з горливого к святому мѣстца… усердия, респектуючи на тогдашнюю в нем скудость и на малость людей, в подданствѣ обрѣтаючихся» предоставляет монастырю село Мошонку.
Доктор исторических наук Юрий Мицик приводит также список монастырей, в пользу которых гетман Мазепа издавал универсалы. Так, Киевская митрополия, включая Софийский монастырь, получила от Мазепы 9 универсалов (150, 170, 174, 175, 188, 237, 248, 375, 382), Черниговская и Новгород-Северская архиепископия — 3 (113, 240, 332), Переяславская — 2 (325, 338) и т. д. Этими универсалами за монастырями закреплялись земельные угодья, села, мельницы, шинки, лицензии на изготовление водки и табака, монопольную продажу водки на монастырских перевозах и на ярмарках, а также выделялась конкретная материальная помощь.
Кроме земельных наделов и разрешений на торги, промыслы, мельницы, на заведение слобод и промышленных предприятий, а также на право сбора разных локальных налогов, гетман Мазепа раздает немало «оборонных» универсалов монастырям, освобождая их от тех или иных налогов и повинностей, а также запрещая полковой и сотенной администрации вмешиваться во внутренние дела монастырских владений.
Так, универсалом № 131 от 1 декабря 1689 года Иван Мазепа выдает разрешение глуховскому священнику Максиму Софоновичу на строительство мельницы и слободы при ней, а универсалом № 195 от 11 мая 1692 года передает в «послушание» Киево — Печерской лавре жителей, которые поселились возле Масалаевской мельницы.
Также гетман Мазепа рассматривал имущественные конфликты между монастырями, о чём свидетельствует универсал № 223 от 30 июля 1694 года о разделе количества мельниц между Киевским Межигорским и Киевским Братским монастырями.

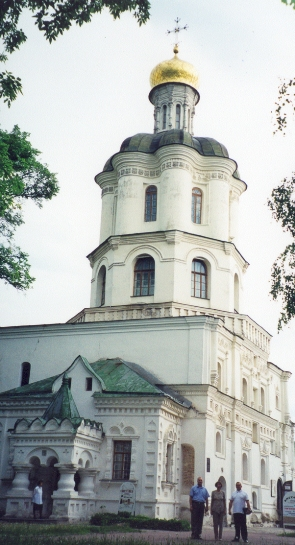
Черниговский коллегиум, построенный на средства, выделенные гетманом Мазепой. Чернигов, 2003 год

## Изготовление колоколов
Самый известный «Колокол Мазепа», отлитый киевским мастером Афанасием Петровичем в 1705 году, по заказу и на средства гетмана Ивана Мазепы. Назван в честь своего заказчика «Мазепа». Установлен на втором ярусе Триумфальной колокольни Софийского собора в Киеве. Это самый большой из сохранившихся старинных бронзовых колоколов Украины.
В Новгород-Северском Спасском монастыре сохранился колокол 1698 года, изготовленный на средства Ивана Мазепы украинским мастером Иваном Андриевичем. На колоколе находится изображение герба Мазепы и надпись:
Иоанн, гетман славный, на Божью хвалу полагаем надежду и свою славу, возгласит и сей звук о его славе и придаток немалый будет к вечной хвале.
Не менее известен также колокол «Голуб», отлитый в 1699 году украинским мастером Карпом Балашевичем по заказу и на деньги гетмана Мазепы. Колокол был отлит для Батуринской Воскресенской церкви, которая находилась рядом с дворцом гетмана. После того, как эта церковь была уничтожена Меншиковым, колокол был перевезен в Домницкий Богородицкий монастырь.

## Создание церковных учебных заведений
Гетман Мазепа уделял большое внимание развитию школ, которые действовали при церквях. Как видно из его универсала № 385 от 8 февраля 1704 года, на территории Новгород — Северской сотни существовали такие школы. Это также описывает в своем дневнике Крман Д., который был на Украине во время шведского похода 1708 года: «Закон божий изучается в школах и разъясняется в церквях».
В 1700 году, по просьбе Лазаря Барановича, гетман Мазепа на свои средства строит здание Черниговского коллегиума. По мнению Александра Коваленко, «черниговский коллегиум, созданный по образцу Киево-Могилянской академии, давал своим воспитанникам довольно широкое гуманитарное образование энциклопедического характера. Немало его выпускников оставили заметный след в развитии украинской культуры, нашли своё призвание на просветительской ниве».
Большую роль сыграл Иван Мазепа в становлении Киево-Братской школы, а затем коллегии, основанной киевским митрополитом Петром Могилой. Именно с помощью Мазепы это учебное заведение получает статус академии и вошло в историю как Киево-Могилянская академия.

## Оценки церковных деятелей

Керамическая закладка, обнаруженная в 1954 году в церкви Иоанна Богослова Черниговского коллегиума

Политика Мазепы в отношении церковного строительства на Украине находила высокие оценки высших церковных иерархов, которые они высказывали в своих трудах. Во всех церквях, построенных Мазепой, закладывались керамические пластины с гербом гетмана и надписью, что церковь возведена по инициативе и на средства Ивана Мазепы. Митрополит Стефан Яворский в своем труде «Заря славная» характеризует Ивана Мазепу как вождя, «которого время в Книгах Вечности оставляет».
Митрополит Киевский и Галицкий Варлаам (Ясинский) называл Мазепу «особливым обновителем, промыслинником и благодетелем Братского монастыря».
Архиепископ Феофан Прокопович посвящает Ивану Мазепе свой труд «Владимир», где называет Ивана Мазепу преемником равноапостольного князя Владимира.
Святитеть Дмитрий (Туптало) в своем труде «Руна орошенного» благодарит гетмана за завершение строительства Троицкого храма в Чернигове и пишет, что это «Мазепе будет знаком победы над врагами».

## Строительство церквей и проблемы анафемы
Согласно церковному уставу, за богослужением в церкви на сугубой ектении возносится прошение «Еще молимся о блаженных и приснопамятных создателех святаго храма сего…» без указания каких-либо имён. По мнению сторонников снятия анафемы с Ивана Мазепы, в церквях, построенных на его деньги, имеет место двоякая ситуация, когда раз в год его проклинали в чине Торжества православия, а в течение года в общем прошении молились за него. По этой причине пожертвования Мазепы на строительство и восстановление храмов являются одним из аргументов в вопросе о снятии с него анафемы.

## Мнения о церковной деятельности Мазепы
Феофан Прокопович о Мазепе писал:
Намереваясь присоединить вновь к Польше Малороссию и зная, как жители этого края не любили поляков за вводимую ими унию, он стал оказывать мнимое усердие к православию, созидал каменные церкви, снабжал разные монастыри и храмы богатыми утварями; любочестие Мазепы доходило до того, что он на колоколах, иконостасах, окнах церквей и в алтарях ставил изображение своего герба.